# D busz (Budapest)
A budapesti D jelzésű autóbusz a Szabadság-hegy és a János-hegyi Kilátó között közlekedett. A vonalat a Budapesti Közlekedési Vállalat üzemeltette.

## Története
Az 1950-es években elindult a 21-es busz betétjárata, a 21B jelzésű autóbusz Szabadság-hegy (napjainkban Svábhegy, fogaskerekű) és a János-hegy között (később ide építették a Libegő felső állomását is). 1961. június 15-én a 21B jelzése 90Y-ra, 1966. június 1-jén a 90Y jelzése „D”-re változott. 1985. február 1-jével a „D” járat megszűnt, a forgalmát a 190-es busz vette át, ami a Svábhegy, fogaskerekű állomás és a János-hegy, Libegő között közlekedett. A 190-es járat takarékossági okokból 1995. május 14-én szűnt meg.

## Útvonala
| János-hegyi Kilátó felé                                                               | Szabadság-hegy felé                                                                  |
| ------------------------------------------------------------------------------------- | ------------------------------------------------------------------------------------ |
| Szabadság-hegy vá. – Diana utca – Eötvös út – János-hegyi út – János-hegyi Kilátó vá. | János-hegyi Kilátó vá. – János-hegyi út – Eötvös út – Hollós út – Szabadság-hegy vá. |

## Megállóhelyei
| 0  | Szabadság-hegy végállomás     | 11 | Fogaskerekű 21, 90   |
| 1  | Ordas út                      | 10 | 90                   |
| 2  | Őzike köz                     | 9  | 90                   |
| 3  | Norma-fa út                   | 8  | 90 Úttörővasút       |
| 4  | Normafa                       | 7  | 90, J                |
| 6  | Előre állomás                 | 5  | J Úttörővasút        |
| 8  | Síugrósánc                    | 3  |                      |
| 11 | János-hegyi Kilátó végállomás | 0  | J Libegő Úttörővasút |